# Гамбургский вокзал (Берлин)
Гамбургский вокзал (нем. Hamburger Bahnhof) — здание железнодорожного вокзала в берлинском районе Моабит, в настоящее время филиал Новой национальной галереи — Музей современности (нем. Museum der Gegenwart). В 2007 году музей посетило 250 000 человек, и тем самым Гамбургский вокзал — один из наиболее популярных музеев современного искусства.
Здание в стиле классицизма для головного вокзала Берлинско-Гамбургской железной дороги было построено в 1846—1847 годах по проекту её директора Фридриха Нойхауза и архитектора Фердинанда Вильгельма Хольца. Это единственный сохранившийся в Берлине тупиковый вокзал своего времени и одно из старейших вокзальных зданий Германии, но как вокзал он больше не используется. Гамбургский вокзал расположен к северо-востоку от Центрального вокзала Берлина (бывшего Лертского вокзала) на улице Инвалиденштрассе (нем. Invalidenstraße) в берлинском районе Моабит в непосредственной близости от здания клиники «Шарите» и принадлежит риэлторской компании Vivico. Вокруг вокзала постепенно появляются другие многочисленные учреждения культуры.

## Строительство

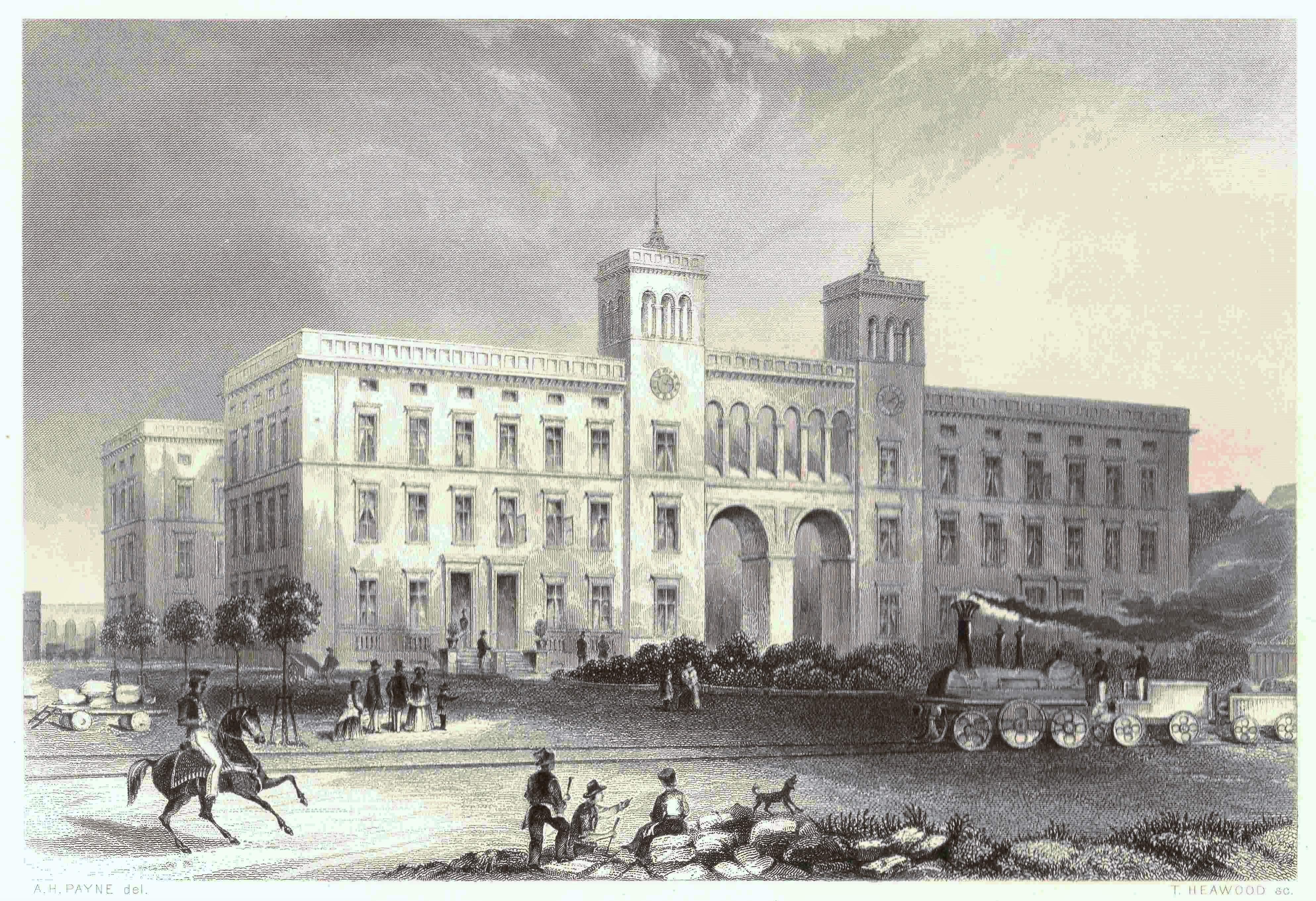
Гамбургский вокзал. Ок. 1850. На переднем плане соединительная ветка железной дороги на месте нынешних трамвайных путей

Высокие двойные арочные ворота вокзала служили для проезда локомотивов, которые разворачивались на поворотном кругу, расположенном перед зданием.
В 1851 году началась эксплуатация соединительной ветки между Гамбургским и Штеттинским вокзалами, а также другими тупиковыми вокзалами — Потсдамским, Анхальтским и Франкфуртским (называвшимся впоследствии Силезским вокзалом).
В 1870 году для разворота локомотивов на вокзале был установлен трансбордер, и ворота стали не нужны. В том же году была демонтирована соединительная ветка, проходившая по улице и мешавшая дорожному движению.
В 1911—1916 годах к зданию были пристроены два обращённых к улице флигеля, придавшие зданию современный облик с открытым двором перед фасадом.
Следующая реконструкция здания вокзала, превратившая вокзал в Музей современности, была проведена в 1990—1996 годах по проекту немецкого архитектора Йозефа Пауля Клайхюса. Клайхюс является автором нового здания длиной 80 м справа от основного зала.
Помимо выставочных залов в здании бывшего вокзала находятся книжный магазин и ресторан, которым управляет известная в Германии ведущая кулинарных программ Сара Винер.

## Музей современности
В середине 1980-х годов берлинский строительный магнат Эрих Маркс предложил городу свою частную художественную коллекцию. В 1987 году сенат Западного Берлина принял решение о создании в здании бывшего вокзала музея современного искусства. Фонд прусского культурного наследия предложил финансовую поддержку. В конкурсе на проект по переустройству вокзала, объявленном сенатом в 1989 году, победил архитектор Йозеф Пауль Клайхюс. В ноябре 1996 года Музей современности торжественно открылся выставкой работ художника и фотографа Зигмара Польке. В здании Гамбургского вокзала также размещается медийный архив Йозефа Бойса.
В экспозиции музея представлены работы Йозефа Бойса, Ансельма Кифера, Роя Лихтенштейна, Ричарда Лонга, Энди Уорхола и Сая Твомбли из фондов Национальной галереи и коллекции Эриха Маркса. С 2004 года на правах временного пользования в экспозиции музея демонстрируется художественная коллекция Фридриха Кристиана Флика, внука немецкого промышленника Фридриха Флика, сколотившего своё состояние на военных поставках при нацистском режиме и осуждённого Международным военным трибуналом на Нюрнбергском процессе (см. Процесс Фридриха Флика). Сомнительное происхождение средств, на которые была создана коллекция, вызвало неоднозначное отношение к этой выставке. Договор на временное пользование художественными ценностями из коллекции Флика был заключён до 2010 года. Однако уже в начале 2008 года Фридрих Кристиан Флик передал в дар Музею современности 166 произведений искусства из своей коллекции. Фонд прусского культурного наследия оценил этот уникальный подарок как самое значительное приобретение за всё послевоенное время.
В музее также работают сменные выставки современных художников.